# Katholisches Pfarramt Radebeul
Das Katholische Pfarramt (Katholische Pfarrei Christus König) steht in der Borstraße 11 im Stadtteil Niederlößnitz der sächsischen Stadt Radebeul. Darin befand sich, bis zum Neubau der Gemeindekirche Christus König auf demselben Grundstück, der Kirchensaal der katholischen Christ-Königs-Kapelle mit einer „bemerkenswerten Ausstattung“, insbesondere ein spätgotischer Schnitzaltar sowie ein barockes Altarkruzifix. Das Gebäude, welches ursprünglich durch die Baumeister Gebrüder Ziller als große Villa (Villa Anna) errichtet wurde, steht wegen des Kapellenraums bereits seit DDR-Zeiten und auch weiterhin mitsamt Garten und Einfriedung unter Denkmalschutz.
Vor der Pfarrei steht heute die moderne Kirche Christus König.

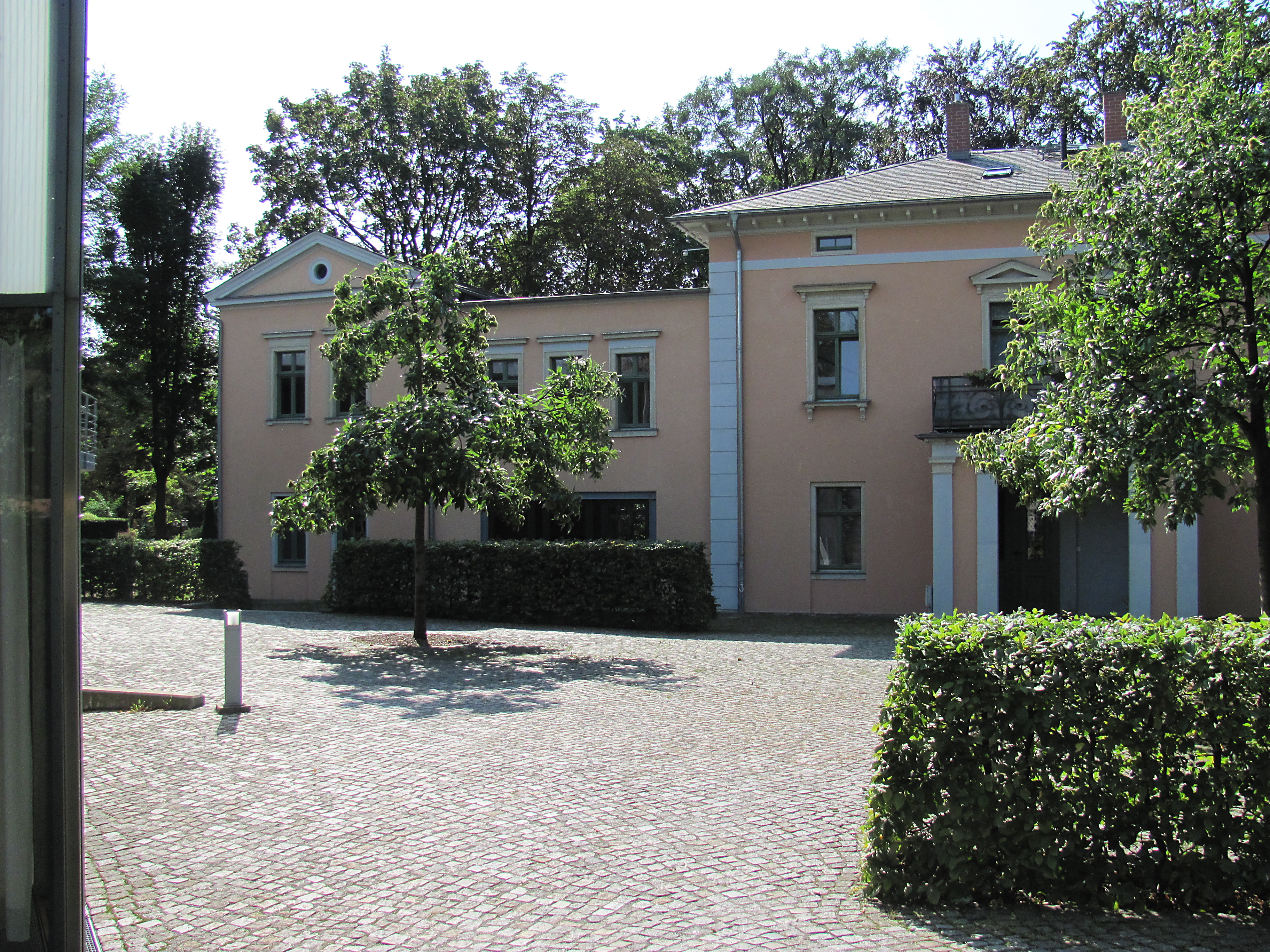
Katholisches Pfarramt, links die Kante der Kirche Christus König

## Beschreibung

### Villa

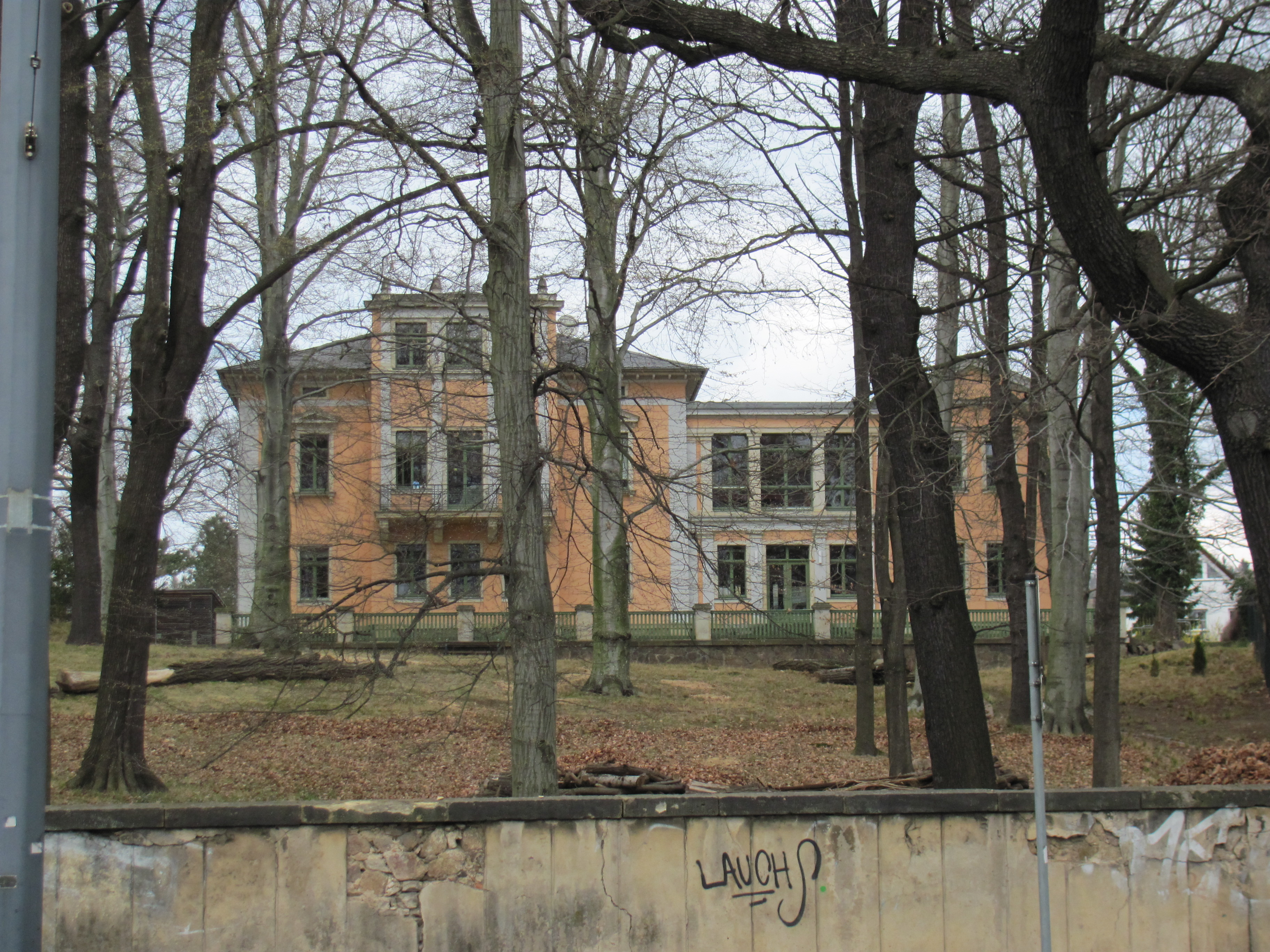
Katholisches Pfarramt von der Gartenseite, ehemals mit der Kapelle Christus König. Blick von der Meißner Straße durch den winterlichen Garten

Bei dem als zweigeschossige „römische Villa“ entworfenen Gruppenbau handelt es sich um ein großes Haupthaus auf der rechten Seite der Straßenansicht, ein kleines giebelständiges Nebengebäude links davon sowie einen Verbindungsbau dazwischen. Dieses Gebäude liegt am oberen Ende eines großen Eckgrundstücks an der Ecke Borstraße/Zillerstraße, welches sich hangartig die Zillerstraße entlang bis an die tiefer gelegene Meißner Straße erstreckt.
Die Bauten haben ein flaches Walmdach, weit überstehend mit sichtbarem Gebälk, über einem Kniestock beim Haupthaus sowie ein Satteldach mit Giebel beim Nebengebäude. Das große Haupthaus mit fünf Fensterachsen hat symmetrische Haupt- und Nebenansichten. In der Straßenansicht steht ein Söller mit Eisengitter auf Doppelpfeilern, in der Gartenansicht dagegen steht ein dreiachsiger und dreigeschossiger Mittelrisalit mit einem Balkon auf Kragbalken, gegliedert durch Lisenen. Die Gebäudeecken werden durch Quaderungen betont.
Das schmale Nebengebäude hat zwei Fensterachsen, der Verbindungsbau ist zur Gartenseite als Loggia ausgeführt. Die großen Fenster des Verbindungsbaus werden durch Sandsteinpilaster mit einfachen Kapitellen gefasst. Die Fenster werden von profilierten Sandsteingewänden eingerahmt, diejenigen im Obergeschoss weisen Verdachungen und Konsolen auf. In der Mitte des Erdgeschosses befindet sich eine Glastür mit einer Freitreppe, die zu der nach Süden zum Garten vorgelagerten großen Terrasse führt. Diese wird durch Sandsteinpfeiler mit Holzgittern begrenzt.

### Garten
Der durch eine Bruchsteinmauer eingefriedete landschaftliche Garten fällt von der Terrasse zur Meißner Straße ab. Das historische Wegesystem ist erhalten; es verläuft durch wertvollen Altgehölzbestand aus Rotbuche, Blutbuche, Spitzahorn, Stieleiche und Linde.

### Kapelle
Die Decke der Kapelle im Inneren wurde durch den Kunstmaler Ermenegildo Carlo Donadini, Sohn von Ermenegildo Antonio Donadini, im Stil des Barock ausgemalt. Der Graf Schönburg schenkte der Gemeinde zwei Glasfenster aus dem 15. Jahrhundert, von denen das eine die Apostel Petrus und Paulus zeigt und das andere, welches dreiteilig ist, die Geheimnisse des Rosenkranzes. Leihweise wurde dem neuen Pfarrer Joseph Just zu dessen Lebzeiten der gotische Flügelaltar überlassen, der aus seiner Heimat Wechselburg stammte. Dieser war bis 1860 in der evangelischen Kirche zu Taura bei Burgstädt aufgestellt und wurde der Patronatsherrschaft des Grafen Schönburg überlassen, weil er zu „katholisch“ aussah. Nach einer notwendigen Renovierung war der Flügelaltar dann im Museum der Schlosskirche von Wechselburg aufgestellt gewesen.
Die barockisierenden Malereien wurden bei der Umgestaltung des Altarraums Anfang 1964 entfernt, der einen neuen marmornen Altar erhielt. Zusätzlich wurde eine Taufkapelle eingerichtet, in der der historische Flügelaltar aufgestellt wurde. Im Jahr 1986 erhielt die Gemeinde eine einmanualige Jehmlich-Orgel.
Nach der Weihe der neuen Gemeindekirche Christus König mit ihrem neuen Altar vorn im Grundstück an der Straße wurde der gotische Flügelaltar restauriert und in die neuerbaute Familienferienstätte St. Ursula im Struppener Ortsteil Naundorf verbracht. Der bisherige Kapellenraum wird seitdem als Aufenthalts- und Veranstaltungsraum genutzt.

## Geschichte
Der von Christian Gottlieb Ziller errichtete Ursprungsbau wurde 1853 bei Hofmann in Das Meißner Niederland … als erster von vieren erwähnt: „Weiter an der Chaussee stehen etwas höher in angenehmen Blumen- und Weingärten, die vor einigen Jahren vom Zimmermeister Ziller erbauten 4 äußerst geschmackvollen Villa's, deren erste jetzt der russ. Apotheker Stolle aus Moskau, die zweite der Kaufm. Schnabel, die dritte vordem Kaufm. Weiß und die vierte jetzt der Gerichtsdirek. Nörner besitzt. − Diesem folgt der schöne große Gasthof „zur goldenen Weintraube“ …“

### Römische Villa

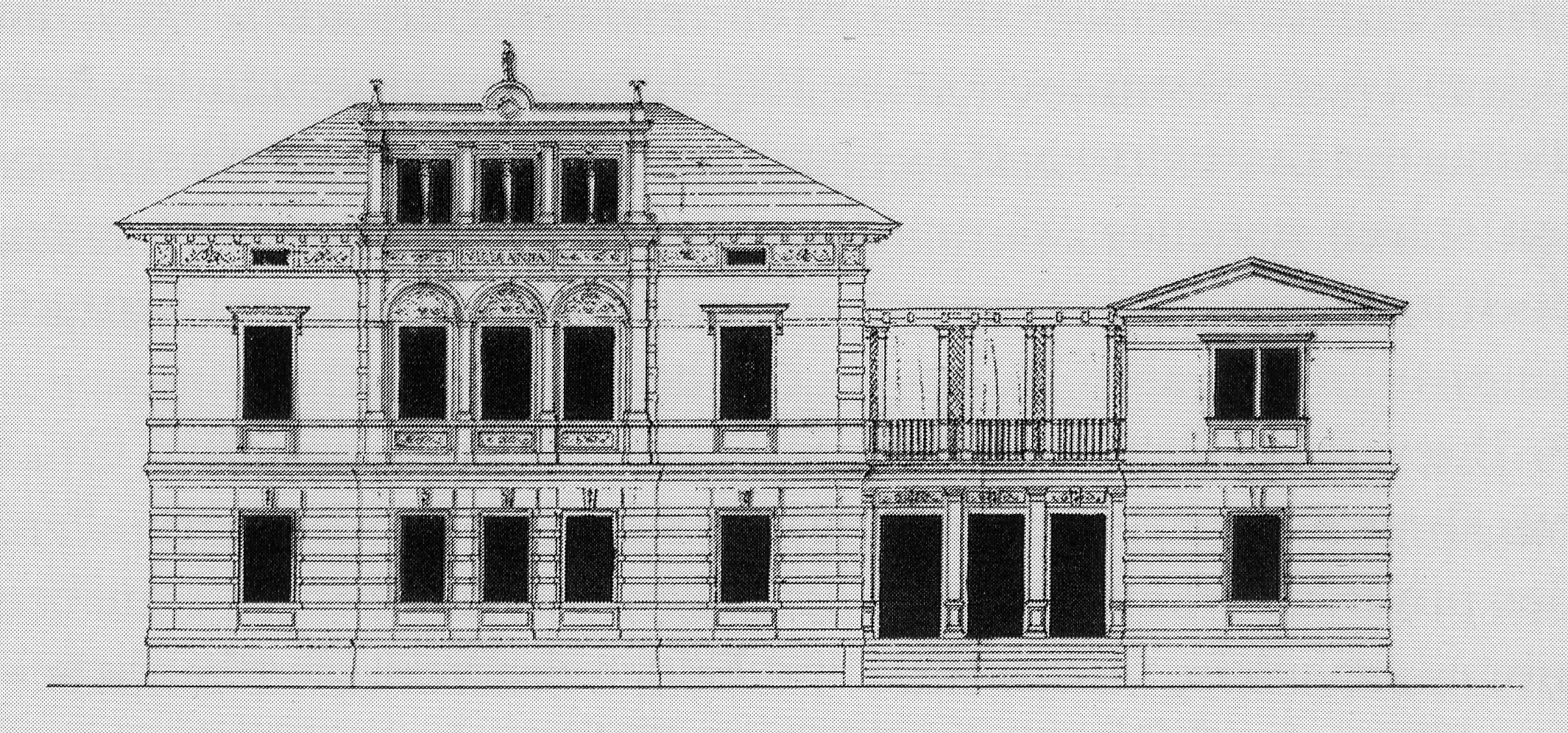
„Römische Villa“ für Carl Christian Petzold, von der Gartenseite aus. Entwurf von 1876

Im Jahr 1876 entwarfen die Lößnitz-Baumeister Gebrüder Ziller, Söhne des „Zimmermeisters Ziller“ für den Bauunternehmer Carl Christian Petzold eine große Villa in Form eines Gruppenbaus, stilisiert als „römische Villa“. Die Baugenehmigung erfolgte zwei Jahre später 1878, ebenso die Errichtung durch die Ziller-Brüder.
Der 1889 dort wohnende Kammerherr Werner von Blumenthal, königlich preußischer Zeremonienmeister und Major a. D., sicherte sich vertraglich bei den Gebrüdern Ziller die Hälfte des Abwassers der Fontäne auf der Zillerstraße.
Später wohnte dort der Landtagsabgeordnete König, welcher sie „finanziell nicht behalten konnte“.

### Katholische Gemeinde in der Lößnitz
Infolge der Reformation verließ 1537 oder 1539 der letzte katholische Pfarrer, Dr. Eisenberg, die Lößnitz. Die weiter dort lebenden Katholiken gehörten danach zur Gemeinde der Dresdner Hofkirche und später zur St.-Josephs-Gemeinde in Dresden-Pieschen.
Ab Januar 1926 war durch das Bistum Dresden-Meißen in Kötzschenbroda wieder ein Seelsorgeamt eingerichtet, das neben den Lößnitzgemeinden auch Coswig, Moritzburg und Radeburg betreute. Als erster Pfarrer wurde Joseph Just eingesetzt, der bis dahin Kaplan an der Hofkirche, Leiter der höheren Religionsschule in Dresden sowie Konrektor am St. Benno-Gymnasium Dresden gewesen war.
Im März 1927 wurde in dem ehemaligen Atelierbau des Bildhauers Matthäus Wolfenter auf dem Grundstück der Mietvilla Heinrich Völkel in der nach diesem benannten Heinrichstraße 9 eine provisorische St.-Joseph-Kapelle eingeweiht. Auch der Pfarrer konnte in dieser Mietvilla wohnen.
Die Gemeinde erwarb für einen symbolischen Preis das Winzerhaus Meißner Straße 172 nebst Grundstück, um dort eine Kirche zu errichten. Da der Mieter das Grundstück jedoch nicht verließ, scheiterte der Plan. Später wurde das Winzerhaus zum Jugendheim der Gemeinde ausgebaut.

### Pfarramt und Kapelle
Daraufhin konnte das Anwesen in der Borstraße 11 erworben werden. Im Oktober 1927 beantragte das katholische Seelsorgeamt für Kötzschenbroda, auf der nach Süden gelegenen Gartenseite des Haupthauses sowie des Verbindungsbaus eine Kapelle einzurichten. Deren Ausführung erfolgte durch den Kötzschenbrodaer Baumeister Franz Jörissen. Der erste Gottesdienst dort konnte am 4. März 1928 abgehalten werden, die feierliche Benediktion erfolgte durch den Erzpriester Bodenburg. Die weltliche Feier fand vier Tage später im Saal des Gasthofs Goldene Weintraube statt.
Im Jahr 1939 überarbeitete der Architekt Max Czopka die Stilisierung des Gebäudes, dabei wurden sämtliche „Bauzier“ entfernt und die Fassade mit einem neuen Glattputz versehen. Die Bauausführung übernahm erneut der Baumeister Franz Jörissen.
Im Jahr 1952 wurde wegen des Anwachsens der Gemeinde auf der linken Seite der Straßenansicht eine gebrauchte Fertigteilbaracke vor dem Nebengebäude als Seitenkapelle aufgestellt.
Anfang 1964 wurde der Altarraum umgestaltet und durch eine Taufkapelle ergänzt. Während die Kapelle einen neuen Altar erhielt, kam der Flügelaltar in die Taufkapelle. Im Jahr 1986 erhielt die Gemeinde eine einmanualige Jehmlich-Orgel.

### Gemeindekirche Christus König

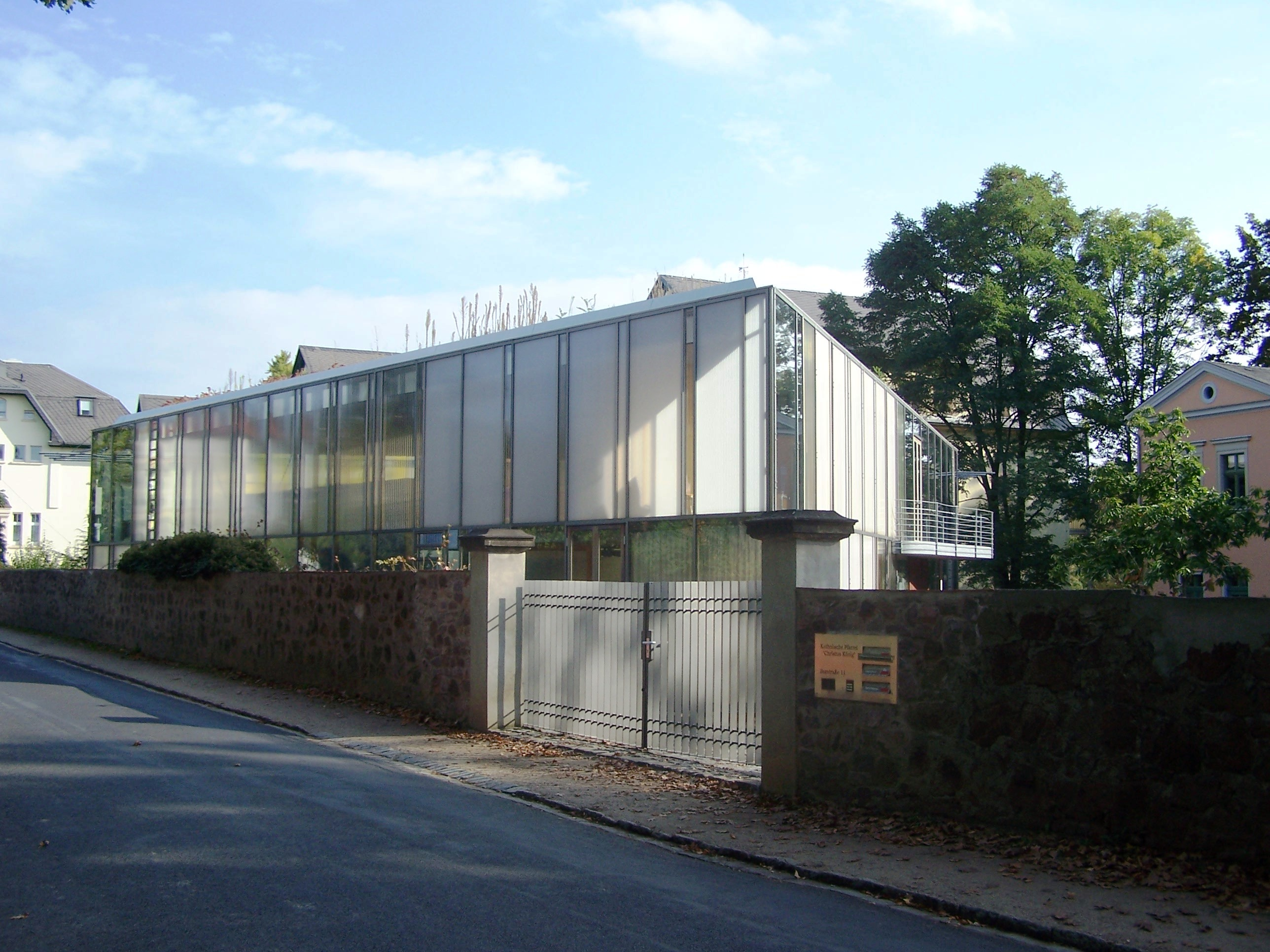
Katholisches Gotteshaus der Christkönig-Gemeinde Radebeul, Architekten: Behnisch & Partner, 2001; davor die geschützte Einfriedung mit Tor

Um für die wachsende Gemeinde eine Kirche bauen zu können, wurde 1997/1998 unter acht eingeladenen Architekturbüros ein Wettbewerb durchgeführt. Anhand ihres Siegesbeitrags errichtete das Stuttgarter Büro Behnisch & Partner auf dem Grundstück Borstraße 11, zwischen Nebengebäude und Straße sowie an Stelle der dort stehenden Fertigteilbaracke, die neue Katholische Gemeindekirche Christus König, ein außergewöhnliches Gebäudes über einem gleichseitigen, dreieckigen Grundriss und mit gläsernen Wänden. Dieses wurde am 25. November 2001 geweiht. Zum Einzugsbereich der katholischen Pfarrei gehört heute auch die Nachbargemeinde Friedewald.
Am 21. November 2001 erfolgte der letzte Gottesdienst in der Kapelle des Pfarramtsgebäudes. Am 25. November 2001, Christkönigsfest jenes Jahres und gleichzeitig 75. Jahrestag der Wiedererrichtung der katholischen Pfarrei in der Lößnitz, wurde die neue Gemeindekirche Christus König durch Bischof Joachim Reinelt geweiht.